# Tomáš Skuhravý
Tomáš Skuhravý (Přerov nad Labem, 7 de setembro de 1965) é um ex-futebolista profissional tcheco. Representou a Tchecoslováquia (depois República Tcheca), que actuava como avançado.

## Carreira

### Clubes
Começou em 1982 no Sparta Praga, onde permaneceu 7 anos, com período de emprestimo ao Rudá hvězda Cheb. No verao de 1990 o seu passe foi adquirido pelo Genoa de Itália, onde joga 6 épocas, 5 das quais na série A, totalizando 163 jogos e 58 golos.
Os 57 golos na série A tornaram-no no melhor goleador de sempre na primeira série italiana do Genova. Terminou a carreira no Sporting Clube de Portugal, regressando depois ao Sparta Praga como colaborador.

## Seleção
Ele fez parte do elenco da Tchecoslováquia na Copa do Mundo de 1990, sendo vice-artilheiro com 5 gols.